# Stadion Zagłębia Lubin
Stadion Zagłębia Lubin (fram till 2012 Dialog Arena), är en fotbollsarena i staden Lubin i sydvästra Polen. Arenan är Zagłębie Lubins hemmaplan. Den färdiga arenan rymmer 16.300 personer. 
Den gamla multianvändningsarenan byggdes den 22 juli 1985 med en kapacitet på 35.000. Konstruktionen av en ny arena påbörjades den 18 september 2007. Zagłębie spelade sin första officiella match på den nya arenan den 14 mars 2009 mot Górnik Łęczna. Endast tre ståplatsläktare öppnades. Arbetet med huvudläktaren avslutades under våren 2010. Namnrättigheterna innehades fram till 2012 av det polska telekomföretaget Telefonia Dialog.